# Guerra Colonial Portuguesa
Guerra Colonial Portuguesa, também conhecida em Portugal como Guerra do Ultramar ou como a Guerra de Libertação nas ex-colónias portuguesas, foi um conflito de 13 anos de duração travado entre os militares portugueses e os movimentos nacionalistas emergentes nas colónias africanas de Portugal entre 1961 e 1974. O regime português da época, o Estado Novo, foi derrubado por um golpe militar em 1974, e a mudança de governo pôs fim ao conflito. A guerra foi uma luta ideológica decisiva na África Lusófona, nas nações vizinhas e em Portugal continental. 
A abordagem histórica predominante considera a Guerra Colonial Portuguesa como um único conflito travado nos três teatros de operações separados:  Angola, Guiné-Bissau e Moçambique, em vez de uma série de conflitos separados, já que os países africanos emergentes ajudaram-se uns aos outros e foram apoiados pelas mesmas potências globais e até mesmo pelas Nações Unidas durante a guerra. A anexação de Dadra e Nagar Haveli pela Índia em 1954 e a anexação de Goa em 1961 são algumas vezes incluídas como parte do conflito. Ao contrário de outras nações europeias durante as décadas de 1950 e 1960, o Estado Novo português não se retirou das suas colónias africanas, nem das províncias ultramarinas, como esses territórios eram oficialmente chamados desde 1951. Durante a década de 1960, vários movimentos armados de independência tornaram-se ativos: o Movimento Popular de Libertação de Angola (MPLA), a Frente Nacional de Libertação de Angola (FNLA) e a União Nacional para a Independência Total de Angola (UNITA) na Angola Portuguesa, o Partido Africano para a Independência da Guiné e Cabo Verde (PAIGC) na Guiné Portuguesa e a Frente de Libertação de Moçambique (FRELIMO) no Moçambique Português. Durante o conflito que se seguiu, atrocidades foram cometidas por todas as forças envolvidas.
Ao longo do período, Portugal enfrentou crescente dissidência, embargos de armas e outras sanções punitivas impostas pela comunidade internacional, incluindo por alguns governos do Bloco Ocidental, de forma intermitente ou contínua. As guerrilhas e movimentos anticoloniais da África portuguesa foram fortemente apoiados e instigados com dinheiro, armas, treinamento e lobby diplomático pelo Bloco Comunista, que tinha a União Soviética como nação líder. Em 1973, a guerra tornou-se cada vez mais impopular devido à sua duração e custos financeiros, à deterioração das relações diplomáticas com outros membros das Nações Unidas e ao papel que sempre desempenhou como factor de perpetuação do regime do Estado Novo e do status quo não democrático em Portugal.
O fim da guerra veio com o golpe militar da Revolução dos Cravos, em abril de 1974, em Portugal continental. A retirada resultou na expulsão de centenas de milhares de cidadãos portugueses e de militares de etnia europeia, africana e mista dos antigos territórios portugueses e das nações africanas recentemente independentes. Esta migração é considerada uma das maiores migrações pacíficas, embora forçadas, da história do mundo, mesmo que a maioria dos migrantes tenha fugido dos antigos territórios portugueses como refugiados destituídos. As antigas colónias enfrentaram sérios problemas após a independência. Seguiram-se guerras civis devastadoras em Angola e Moçambique, que duraram várias décadas, ceifaram milhões de vidas e resultaram num grande número de refugiados deslocados. Angola e Moçambique estabeleceram economias planeadas pelo Estado após a independência e lutaram contra sistemas judiciais e burocracias ineficientes, corrupção, pobreza e desemprego. Um nível de ordem social e de desenvolvimento económico comparável ao que existia sob o domínio português, incluindo durante o período da Guerra Colonial, tornou-se o objectivo dos territórios independentes. Os antigos territórios portugueses em África tornaram-se estados soberanos, com Agostinho Neto em Angola, Samora Machel em Moçambique, Luís Cabral na Guiné-Bissau, Manuel Pinto da Costa em São Tomé e Príncipe, e Aristides Pereira em Cabo Verde como chefes de Estado.

## Contexto político-social

### Descolonização
Nas colónias europeias sempre existiram movimentos de oposição e resistência à presença das potências coloniais. Porém, ao longo do século XX, o sentimento nacionalista — fortemente impulsionado pelas primeira e segunda guerras mundiais — era patente em todas as movimentações europeias, pelo que não será surpreendente notar o seu alastramento às colónias, já que também muitos dos seus nativos nelas participaram, expondo o paradoxo da celebração da vitória na luta pela libertação, em território colonial, ainda submetido e dependente.

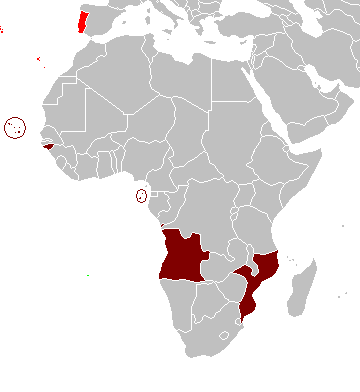
Províncias ultramarinas portuguesas em África no período da Guerra do Ultramar.

Por outro lado, também as grandes potências emergentes da II Guerra Mundial, os Estados Unidos e a União Soviética, alimentavam — quer ideologicamente, quer materialmente — a formação de grupos de resistência nacionalistas, durante a sua disputa por zonas de influência. É neste contexto que a Conferência de Bandung, em 1955, irá conceder voz própria às colónias, que enfrentavam os mesmos problemas e procuravam uma alternativa ao simples alinhamento no conflito bipolar que confrontava as duas grandes potências. Estas, eram, assim, chamadas a considerar com outra legitimidade as reivindicações do chamado Terceiro Mundo, quer para manter o equilíbrio nas relações internacionais da Guerra Fria, quer para canalizar os sentimentos autonomistas para seu benefício, como zona de influência. A influência externa nas colónias perdia a orientação meramente separatista e desestabilizadora, e caminhava para um efectivo apoio — ou entrave — nas relações com os países colonizadores.
No final da década de 1950, as Forças Armadas Portuguesas viam-se confrontadas com o paradoxo da situação política gerada pelo Estado Novo, que haviam implantado e sustentado desde 1926: por um lado, a política de neutralidade portuguesa na II Guerra Mundial colocava as Forças Armadas Portuguesas afastadas de um eventual confronto Leste-Oeste, por outro, aumentava, na perspectiva do regime, a responsabilidade na manutenção da soberania sobre os vastos territórios ultramarinos, onde a tensão do pós-guerra avizinhava lutas independentistas nas colónias da Europa dos Impérios. Contudo, os mesmos dirigentes que afastaram Portugal da luta pela libertação europeia, optaram por integrar o país na estrutura militar da NATO, num subtil desejo de se aliar aos vencedores, em detrimento da preparação para as ameaças nos espaços coloniais, que o próprio regime considerava imprescindíveis para a sobrevivência nacional.
Esta integração de Portugal na Aliança Atlântica iria formar uma elite de militares que se tornaria indispensável para o planeamento e condução das operações durante a Guerra do Ultramar. Esta "geração NATO" ascenderia rapidamente aos mais altos cargos políticos e de comando, sem necessidade de dar provas de fidelidade para com o regime. A Guerra Colonial estabelecia, assim, incompatibilidades entre a estrutura militar — fortemente influenciada pelas potências ocidentais, de regime democrático — e o poder político. Alguns analistas consideram que o chamado «golpe Botelho Moniz» marcou o início desta ruptura, bem como a origem de uma certa desconfiança do regime em relação à manutenção de um único centro de comando, perante a ameaça do confronto com a força armada. Esta situação provocaria, como se verificaria mais tarde, a descoordenação entre os três estados-maiores (Exército, Força Aérea e Marinha).
O regime do Estado Novo nunca reconheceu a existência de uma guerra, considerando que os movimentos independentistas eram apenas terroristas e que os territórios não eram colónias, mas províncias e parte integrante de Portugal. Durante muito tempo, grande parte da população portuguesa, iludida pela censura à imprensa, viveu sob a ilusão de que, em África, não havia uma guerra, mas apenas alguns ataques de terroristas e de potências estrangeiras.

### Guerra do Vietname
Portugal não era na verdade o único país que estava em guerra colonial. Em 1955, a guerra do Vietname (1955-1975) iniciou-se e grande parte da região ocidental e oriental também viu-se afetada com essa guerra, marcada também por várias tragédias. A América do Norte e a Ásia foram os mais afetados.
Embora Portugal não tenha entrado tanto nessa guerra como na Segunda Guerra Mundial, os motivos da guerra do Vietname acabariam por atrair anos mais tarde a atenção das organizações comunistas e dos movimentos estudantis, levando a 21 de fevereiro de 1968 a ser realizada em Lisboa uma manifestação contra essa guerra. Apesar de tudo isso, a manifestação estava legalizada por carta registada. A PIDE teria testemunhado o ocorrido.  Devidos às tragédias e consequências causadas, a Guerra Colonial Portuguesa viria a ser particularmente conhecida como "Vietname português" e mencionado por uma imprensa que 1968 "deixou marcas para sempre".

### Oposição
Contrariando o que o estado pretendia transmitir como sendo de consenso geral, isto é, que as colónias faziam parte da unidade nacional, os comunistas foram os primeiros a opor-se aos confrontos. Na verdade, a primeira organização a manifestar-se publicamente foi o Partido Comunista Português, em 1957, durante o seu V Congresso, pedindo a independência imediata, completa e indolor. Porém, a censura do regime obrigava o partido a representar dois papéis: o de partido político e o de força de coesão entre os sectores oposicionistas, com os quais acordava programas que não reflectiam as suas posições anticoloniais; seguindo a mesma linha de orientação, já assim se tinham manifestado, durante as eleições presidenciais celebradas durante o Estado Novo, onde era defendida essa unidade: Norton de Matos (1949), Quintão Meireles (1951), Humberto Delgado (1958), e mesmo os candidatos apoiados pelo PCP: Ruy Luís Gomes e Arlindo Vicente.
Depois da fraude eleitoral de 1958, Humberto Delgado formou o Movimento Nacional Independente (MNI) que, em outubro de 1960, defendia a necessidade de preparar o povo das colónias, antes de lhe ser concedido o direito à autodeterminação. No entanto, nenhuma data ou metodologia foi sugerida.
Assim, a oposição ia-se assumindo lentamente, começando pelo estalar da luta armada, até se aperceber que o conflito estava a durar tempo demais. Em 1961, o n.º 8 da Tribuna Militar tinha como título, "Ponhamos fim à guerra de Angola". Os seus autores estavam ligados às Juntas de Acção Patriótica (JAP), apoiantes de Humberto Delgado, responsáveis pelo ataque ao quartel de Beja. A Frente Patriótica de Libertação Nacional (FPLN), criada em dezembro de 1962, contrapunha as posições conciliadoras. O sentimento oficial do estado português, contudo, mantinha-se: Portugal possuía direitos inalienáveis e legítimos sobre as colónias e era isso que era transmitido pelos meios de comunicação e pela propaganda estatal.
Em abril de 1964, o Directório de Acção Democrata-Social reivindicava uma resolução política e não militar. Em sintonia com esta iniciativa, em 1966, Mário Soares sugeria a preparação de um referendo sobre a política ultramarina a seguir por Portugal, e que deveria ser precedido por um debate nacional a realizar durante seis meses.
Nem a morte de Salazar fez com que o panorama político se alterasse. Só com as eleições legislativas de 1969 se viria a verificar uma radicalização da atitude política, nomeadamente entre as camadas mais jovens, que mais se sentiam vitimizadas pela continuação da guerra. As universidades desempenharam um papel fundamental na difusão deste posicionamento. Surgem, assim, as publicações Cadernos Circunstância, Cadernos Necessários, Tempo e Modo, e Polémica. É neste ambiente que a Acção Revolucionária Armada (ARA) e as Brigadas Revolucionárias (BR) se revelam como uma importante forma de resistência contra o sistema colonial português, dirigindo os seus ataques, principalmente, contra o Exército.
A ARA, vinculada ao PCP, iniciou as suas acções militares em outubro de 1970, mantendo-as até agosto de 1972. Destacam-se o ataque à Base Aérea de Tancos contra equipamento da Força Aérea, a 8 de março de 1971, e o atentado contra as instalações do quartel-general do COMIBERLANT, em Oeiras, em outubro do mesmo ano. As BR, por sua vez, iniciaram as acções armadas a 7 de novembro de 1971, com a sabotagem da base da NATO de Pinhal de Ameiro, verificando-se a última a 9 de abril de 1974, contra o navio Niassa que se preparava para zarpar de Lisboa transportando tropas para a Guiné. As BR chegaram, inclusive, a agir nas colónias, colocando uma bomba no Comando Militar de Bissau, a 22 de fevereiro de 1974.
Também o alinhamento dos sectores da finança e negócios, classes médias e movimentos operários constituiu um importante ponto de inflexão na contestação à política do regime, em 1973. Apresentavam-se, agora, concordantes quanto à independência das colónias, poucos meses antes do 25 de Abril. 

## Teatros da guerra

### Angola

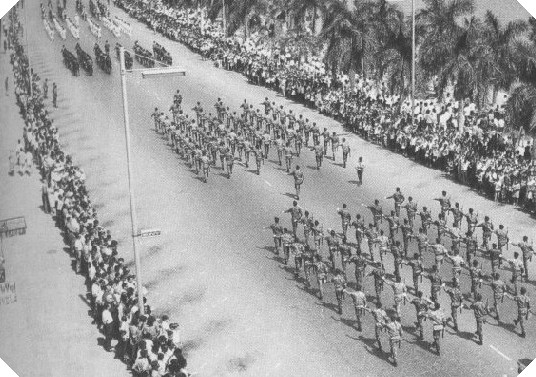
Desfile militar português em Luanda.

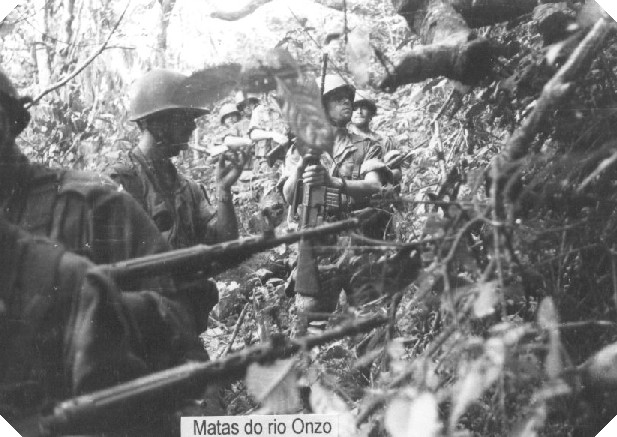
Soldados portugueses nas matas do Rio Onzo equipados com o fuzil AR-10.

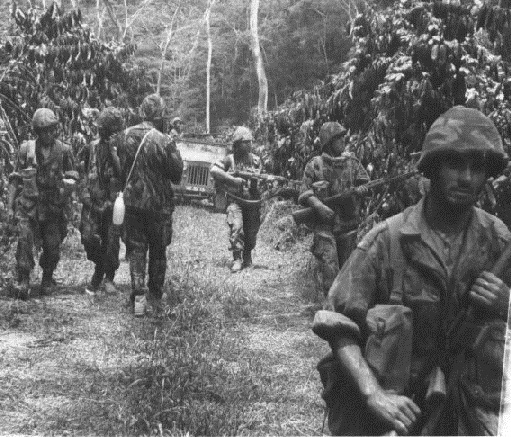
Soldados do Exército Português no início da Guerra de Independência de Angola. Os uniformes de camuflagem e os fuzis de assalto FN FAL os identificam como Caçadores Especiais.

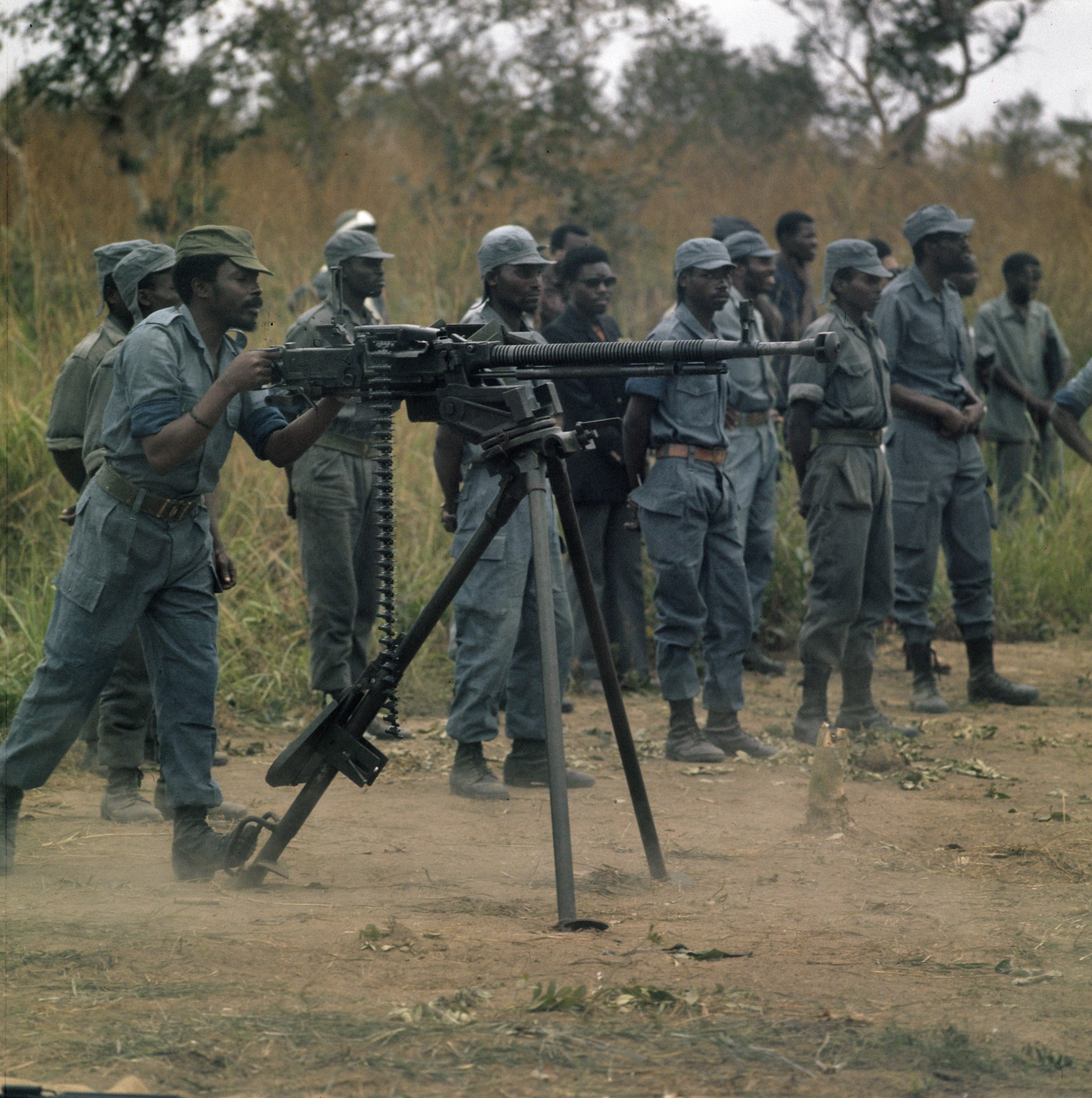
Treinamento de soldados da FNLA no Zaire

A Guerra de Independência de Angola, também conhecida como Luta Armada de Libertação Nacional, foi um conflito armado entre as forças independentistas de Angola — UPA/FNLA, MPLA e, a partir de 1966, a UNITA — e as Forças Armadas de Portugal. Na opinião de Angola, a guerra teve início a 4 de Fevereiro de 1961, quando um grupo de cerca de 200 angolanos, supostamente ligados ao MPLA, atacou a Casa de Reclusão Militar, em Luanda, a Cadeia da 7.ª Esquadra da polícia, a sede dos CTT e a Emissora Nacional de Angola No entanto, para Portugal e para a FNLA, a data é 15 de Março do mesmo ano, data do massacre perpetrado pelas forças de Holden Roberto, a UPA, na região Norte de Angola. A guerra prolongar-se-ia por mais 13 anos, terminando com um cessar-fogo em Junho (com a UNITA) e Outubro (com a FNLA e o MPLA) de 1974. A independência de Angola foi estabelecida a 15 de Janeiro de 1975, com a assinatura do Acordo do Alvor entre os quatro intervenientes no conflito: Governo português, FNLA, MPLA e UNITA. A independência e a passagem de soberania ficou marcada para o dia 11 de Novembro desse ano.
Depois de quatro séculos de presença em território africano, no final do século XIX, Portugal achou-se no direito de reivindicar a soberania dos territórios desde Angola a Moçambique, junto das outras potências europeias. Para tal, teria lugar a Conferência de Berlim em 1884. A partir desta data, foram várias as expedições efectuadas aos territórios africanos, às quais se seguiram campanhas militares com o objectivo de "pacificar" as populações. A população tentou resistir mas, dada a superioridade bélica de Portugal, rapidamente abandonaram a resistência por meio das armas. Décadas depois, Portugal foi colocado frente-a-frente com guerras de independência, a primeira das quais a de Angola, que também marcou o início da Guerra Colonial Portuguesa. Seguir-se-iam as da Guiné-Bissau (1963) e de Moçambique (1964). Influenciadas pelos movimentos de autodeterminação africanos do pós-guerra, o grande objectivo das organizações independentistas era "libertar Angola do colonialismo, da escravatura e exploração", impostos por Portugal. Embora Angola fosse um território de grande riqueza de recursos naturais, nomeadamente em café, petróleo, diamantes, minério de ferro e algodão, para o Governo de Portugal, liderado por António de Oliveira Salazar, o que era preciso defender era o regime e não a economia. Muitas vezes incentivados pelo próprio Estado português, cerca de 110 000 imigrantes foram para as colónias africanas, a grande maioria para Angola, nas décadas de 1940 e 1950; em 1960, dos cerca de 126 000 colonos residentes em Angola, 116 000 eram originários de Portugal.
Do ponto de vista militar, as tropas portuguesas tiveram que enfrentar uma guerra de guerrilha não convencional, para a qual não estavam preparadas nem motivadas. O esforço de guerra recaiu sobre o Exército, dadas as características do conflito, apoiado por meios navais e aéreos. Inicialmente, o equipamento do exército português estava obsoleto (a maioria datava da Segunda Guerra Mundial e algum era mesmo anterior), e o número de forças era de cerca de 6 500 homens. A partir do primeiro ano, as forças portuguesas passaram de 33 000 homens (1961) até atingir um contingente de 65 000 no final da guerra, que reunia todos os ramos das Forças Armadas. Embora superior em homens, estes precisavam do apoio dos meios navais e aéreos, taticamente mais fortes. No entanto, por falta de recursos para utilizar este meios, e pela natureza desgastante do conflito, Portugal foi perdendo a sua superioridade ao longo do conflito. Para combater a guerrilha, Portugal teve de se adaptar com técnicas de contra-subversão a partir de 1966. Em relação à guerrilha, esta estava completamente adaptada ao terreno e ao clima difícil de Angola: moviam-se sem dificuldade em pequenos grupos (10 a 40 elementos), aproveitando-se, ao nível logístico e operacional, do apoio das populações. No entanto, uma das principais ameaças dos guerrilheiros vinha do seu interior: disputas tribais, diferenças étnicas e culturais. Ao longo do conflito, a UPA/FNLA, o MPLA e a UNITA, que actuavam em diferentes regiões de Angola, por vezes defrontavam-se entre eles Estas divergências iriam agudizar-se após a Independência de Angola, com a Guerra Civil Angolana.

### Guiné Portuguesa

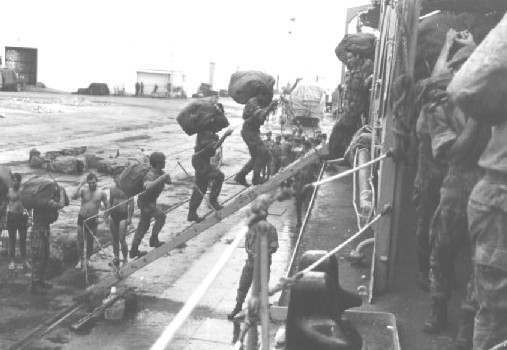
Tropas portuguesas embarcam na fragata NRP Nuno Tristão na Guiné Portuguesa, durante a Operação Anfíbia Tridente (Operação Tridente), 1964

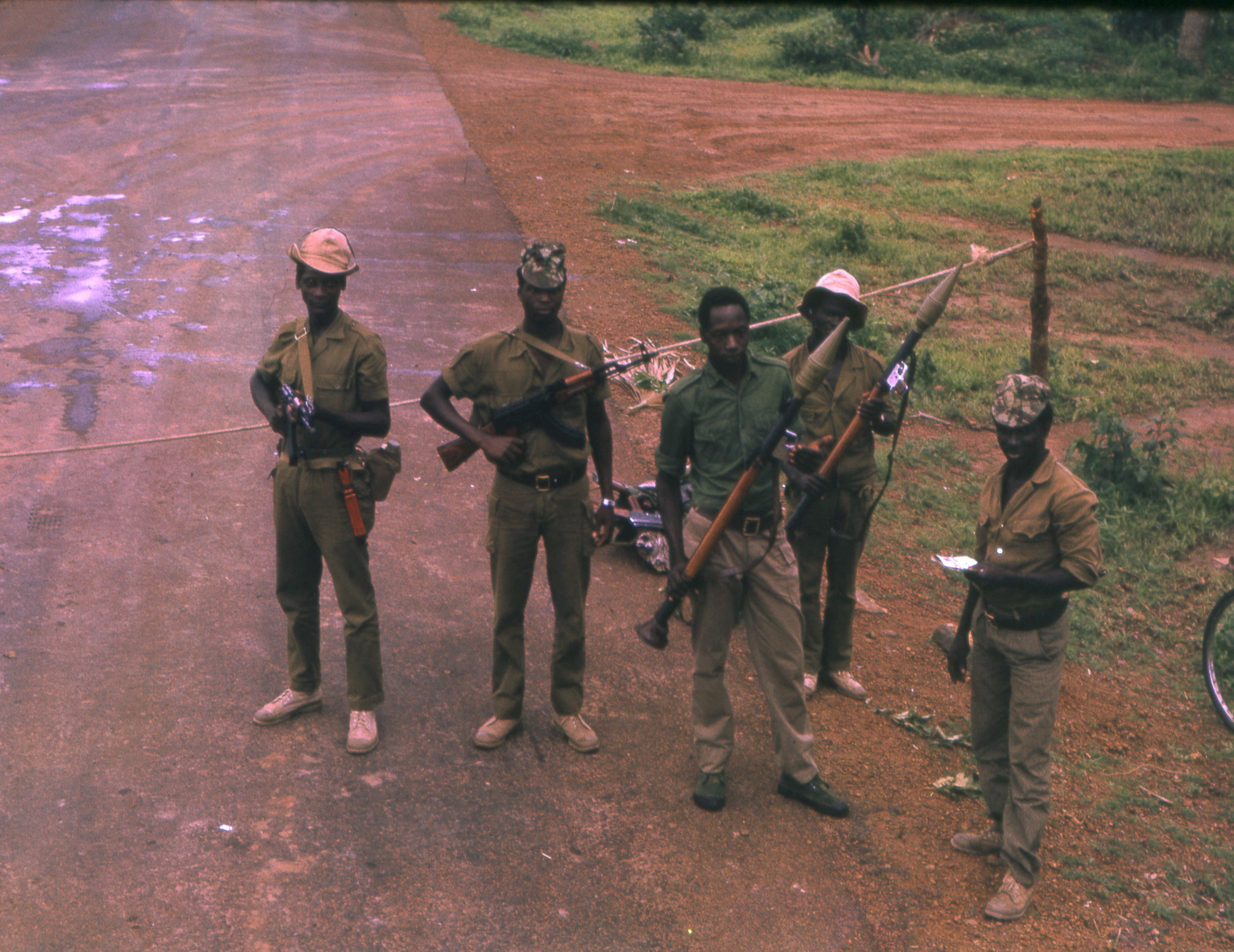
Posto de controlo montado pelo PAIGC na Guiné-Bissau em 1974, depois da declaração de independência.

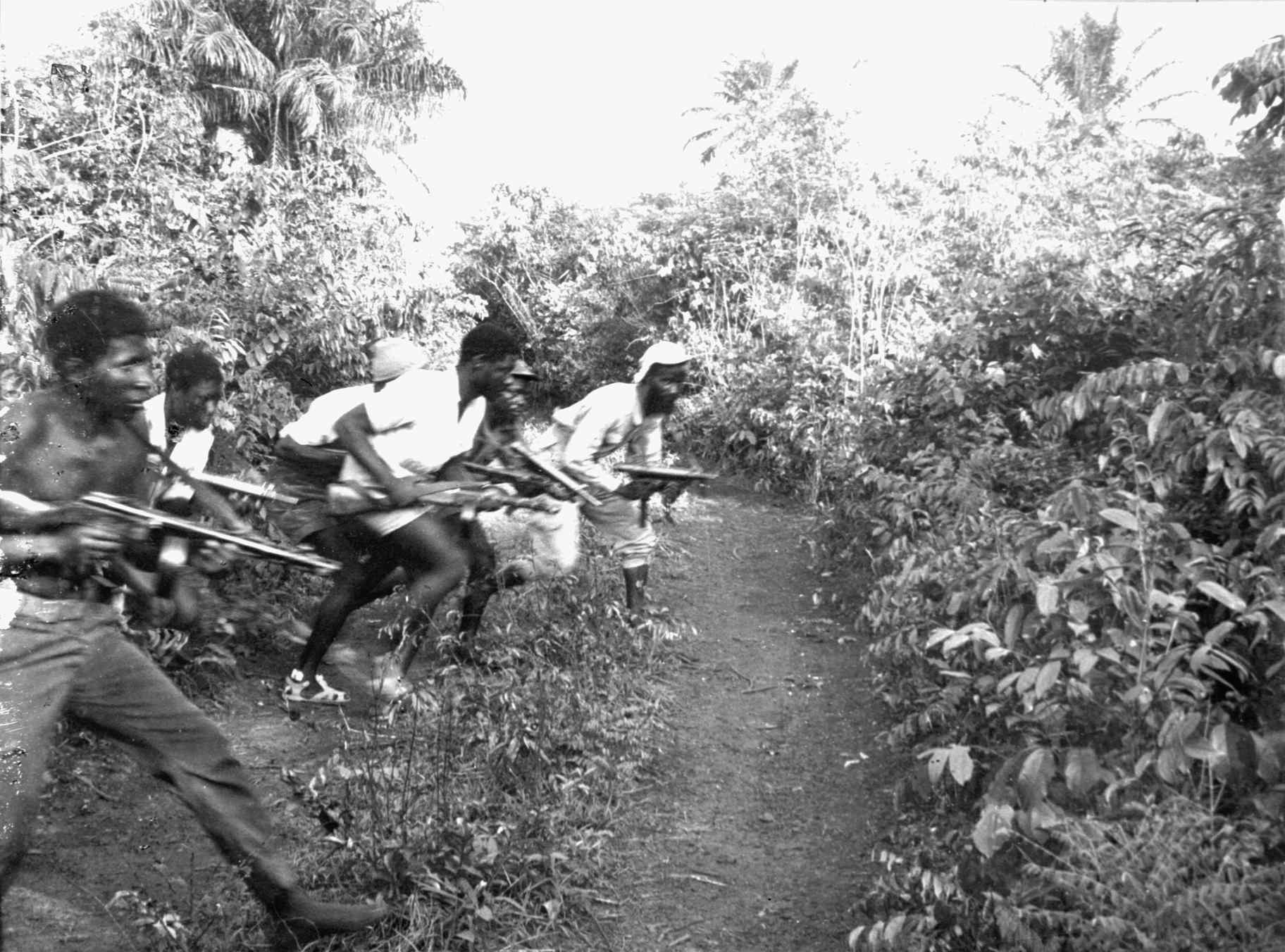
Guerrilheiros do PAIGC na ilha de Como.

Antes do começo da guerra, o Partido Africano para a Independência da Guiné e Cabo Verde (PAIGC), liderado por Amílcar Cabral, tentara seguir o modelo dos movimentos nacionalistas pela independência das nações colonizadas pela França, através da negociação. Contudo, as tentativas de negociação foram ignoradas pela metrópole. A guerra na Guiné-Bissau teve início em janeiro de 1963, influenciada, como o resto do império, pela rebelião em Angola três anos antes. Não obstante, a guerra de guerrilha teve também origens locais. O PAIGC chegou à conclusão da inevitabilidade da luta armada quando, em 1959, ocorreu um massacre de cinquenta pessoas, trabalhadores das docas em protesto, perpetrado pelo Estado colonial da Guiné-Bissau. Apesar do aumento dos avisos, através de atos de sabotagem, o início da guerra tomou os colonizadores por surpresa, com os primeiros ataques a darem-se perto da fronteira com a Guiné Conacri. A presença militar de Portugal na altura totalizava duas companhias de infantaria. Poucos meses depois, o Ministro da Defesa do Estado Novo, Manuel Gomes de Araújo, chegou a conceder ao público que quinze por cento do território era controlado pelo PAIGC, e que a guerra se expandia a norte. Apesar da conjuntura de acalmia no teatro de guerra angolano, o reforço acelerado foi incapaz de conter o avanço das guerrilhas. A divisão entre o governador do território, que afirmava ser possível ganhar a guerra, e o seu comandante militar, que questionava publicamente as suas declarações, era um símbolo da confusão e divisão por parte de Portugal. Os cargos foram-lhes retirados a meio de 1964, e o ditador Oliveira Salazar, exasperado, substituiu-os por Arnaldo Schulz, que tomou as posições de ambos. As suas tentativas de reganhar a iniciativa militar, contudo, foram mal sucedidas.
Desde do começo, a posição da metrópole sobre o território era posta em causa. As zonas do sul e do centro-sul tinham sido perdidas desde o início, e o único aliado do Estado colonial dentro do território estava no nordeste da Guiné-Bissau, com o receio dos chefes tradicionais Fulas sobre o radicalismo do PAIGC. Uma nova frente, pouco tempo depois, começou no norte, perto da fronteira do Senegal, e desta vez com a ajuda de ambos Estado vizinhos, que ofereciam algum refúgio para os guerrilheiros. O território da Guiné-Bissau permitiu que os guerrilheiros perfurassem profundamente o território usando o mar, e os grandes rios e bacias hidrográficas. Entre as táticas mais importantes do PAIGC, estavam "incursões profundas dentro do território seguido de uma retirada rápida através das fronteiras da Guiné Conacri e do Senegal". Na metade da década de 1960, o PAIGC, constituído por cerca de seis mil membros, estabelecera em duas áreas de forte florestação no norte e no sul dois santuários internos, ou "zonas libertadas". Em 1966, segundo a história oficial do PAIGC, cerca de sessenta por cento do território estava sob o seu controlo.
Em 1966, estavam na Guiné-Bissau cerca de trinta mil tropas portuguesas. O avanço inicial dos guerrilheiros fora detido, com poucas alterações de território, mas a violência do conflito continuou inalterada, com o atrito constante sobre as guarnições individuais das forças colonizadoras. As grandes partes do interior eram abandonados pelo exército português, já que a tática do PAIGC — de pequenos grupos altamente móveis — forçou-o, e o seus método excessivamente convencional de guerra, a concentrar-se na defesa preventiva dos centros urbanos. O orçamento colonial entrou em afundou-se em défice, e a pequena vantagem económica do território cessou de existir. A Companhia União Fabril (CUF) deixara a sua produção em 1965 assim como os seus armazéns no interior. A produção de amendoim diminuiu dois terços e o alimento básico no território, o arroz, passou a ser importado.
António de Spínola, então Brigadeiro que se tornaria, mais tarde, General, substituiu Arnaldo Schulz, após este ser retirado da Guiné-Bissau. Spínola era um "produto típico da classe média alta de Portugal metropolitano do pós-guerra que mais beneficiou do Estado Novo e que povoou os seus estratos políticos, económicos e militares superiores". Oliveira Salazar escolhera Spínola devido ao seu comando militar regional na guerra em Angola. Não obstante a imprecisão das circunstâncias e condições da sua nomeação por Oliveira Salazar, teve o seu comando quase inteiro durante o período de Marcello Caetano, menos rígido do que o ditador de longa data. Quatro meses após a sua nomeação, os poderes de primeiro-ministro de Oliveira Salazar passaram para Caetano, na sequência de um forte derrame que o atingiu. A relação entre Caetano e Spínola estiveram no centro da autodestruição do imperialismo português e do fim da ditadura, derrubada cinco anos e meio depois, na Revolução de 25 de Abril de 1974.
Quando chegou à Guiné-Bissau, Spínola removeu oficiais militares e civis vistos como ineficientes ou incompetentes dos seus antigos postos, da era de Schultz. As suas táticas, apesar de marcantes no contexto da prática portuguesa até então, não eram inovadoras internacionalmente, e assemelhavam-se fortemente àquelas utilizadas pelos Estados Unidos no Sudeste Asiático. As três "verdades militares" básicas sobre campanhas antiguerrilha, que "as 'guerras de subversão' não podem ser ganhas apenas por meios militares; os militares poderiam aspirar apenas a não perder em vez de ganhar; a vitória só poderia vir através de ação governamental no domínio político", estavam na sua essência. Carlos Matos Gomes confirma esta versão da atuação de Spínola. Nestas circunstâncias, e dado o contexto da Guiné, o Estado colonial passou a reconhecer as demandas do PAIGC como legítimas e tentou satisfazê-las dentro das possibilidades políticas disponíveis. Em simultâneo, aproveitou todas as oportunidades para explorar e aumentar a divisão entre os mestiços caboverdianos e os africanos da Guiné-Bissau. Houve, inclusive, esforços para tentar influenciar Amílcar Cabral, que o Estado colonial via como "licitável e reformável". O objetivo político máximo seria o da aceitação de Amílcar Cabral de um referendo na Guiné, que oferecia a melhor hipótese de o Estado Novo perdurar o domínio colonial. Contudo, a implementação deste plano aumentaria os poderes do governador colonial num império altamente centralizado, e requeria uma mudança fundamental na política do regime instaurado em Portugal. O fracasso em alcançar esta mudança também acabou por determinar não só o resultado da Guerra, como do regime em si.

### Moçambique

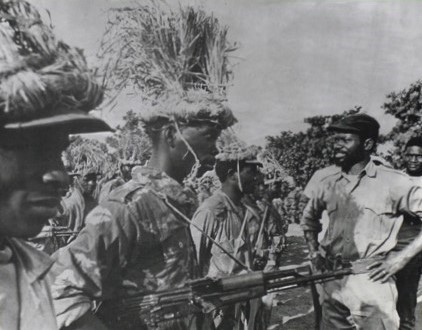
Samora Machel com soldados da FRELIMO durante a Guerra da Independência de Moçambique

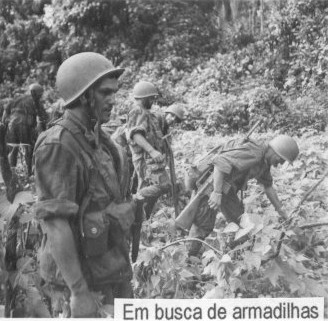
Soldados portugueses em patrulha durante a Guerra da Independência de Moçambique, ilustrando o terreno difícil que encontraram

A Guerra da Independência de Moçambique, também conhecida (em Moçambique) como Luta Armada de Libertação Nacional, bem  como Guerra Colonial Portuguesa foi um conflito armado entre as forças da guerrilha da FRELIMO (Frente de Libertação de Moçambique) e as Forças Armadas de Portugal. Oficialmente, a guerra teve início a 25 de Setembro de 1964, com um ataque ao posto administrativo de Chai no então distrito (actualmente província) de Cabo Delgado, e terminou com um cessar-fogo a 8 de Setembro de 1974, resultando numa independência negociada em 1975.
Ao longo dos seus quatro séculos de presença em território africano, a primeira vez que Portugal teve que enfrentar guerras de independência, e forças de guerrilha, foi em 1961, na Guerra de Independência de Angola. Em Moçambique, o conflito começou em 1964, resultado da frustração e agitação entre os cidadãos moçambicanos, contra a forma de administração estrangeira, que defendia os interesses económicos portugueses na região. Muitos moçambicanos ressentiam-se das políticas portuguesas em relação aos nativos. Influenciados pelos movimentos de autodeterminação africanos do pós-guerra, muitos moçambicanos tornaram-se, progressivamente, nacionalistas e, de forma crescente, frustrados pelo contínuo servilismo da sua nação às regras exteriores. Por outro lado, aqueles moçambicanos mais cultos, e integrados no sistema social português implementado em Moçambique, em particular os que viviam nos centros urbanos, reagiram negativamente à vontade, cada vez maior, de independência. Os portugueses estabelecidos no território, que incluíam a maior parte das autoridades, responderam com um incremento da presença militar e com um aumento de projectos de desenvolvimento.
Um exílio em massa de políticos da intelligentsia de Moçambique para países vizinhos providenciou-lhes um ambiente ideal no qual radicais moçambicanos podiam planear acções, e criar agitação política, no seu país de origem. A criação da organização de guerrilha moçambicana FRELIMO e o apoio da União Soviética, China e Cuba, por meio do fornecimento de armamento e de instrutores, levaram ao surgimento da violência que continuaria por mais uma década.

### Índia Portuguesa

#### Invasão de Goa
Anexação de Goa foi o processo no qual a União Indiana anexou os antigos territórios do Estado Português da Índia de Goa, Damão e Diu, começando com uma intervenção militar realizada pelas Forças Armadas da Índia em dezembro de 1961. Na Índia, esta ação é referida como a "Libertação de Goa". Em Portugal e em outros lugares, é referida como a "Invasão de Goa". Após o fim do domínio português em 1961, Goa foi colocada sob administração militar chefiada por Kunhiraman Palat Candeth. Em 8 de junho de 1962, o governo militar foi substituído pelo governo civil quando o governador indicou um Conselho Consultivo informal de 29 membros nomeados para auxiliá-lo na administração do território.

#### Invasão de Dadrá e Nagar-Aveli
A invasão de Dadrá e Nagar Aveli foi um conflito militar em que os territórios de Dadrá e Nagar Aveli passaram de facto do domínio português para o governo da União Indiana em 1954, ainda que de jure formassem um Estado autónomo.
Dadrá e Nagar Aveli eram pequenos territórios ultramarinos portugueses, parte da Índia Portuguesa de 1779 até 1954. Os territórios eram enclaves, sem acesso ao mar, administrados por um governador português.

### Fim da guerra

#### Revolução de 25 de Abril de 1974

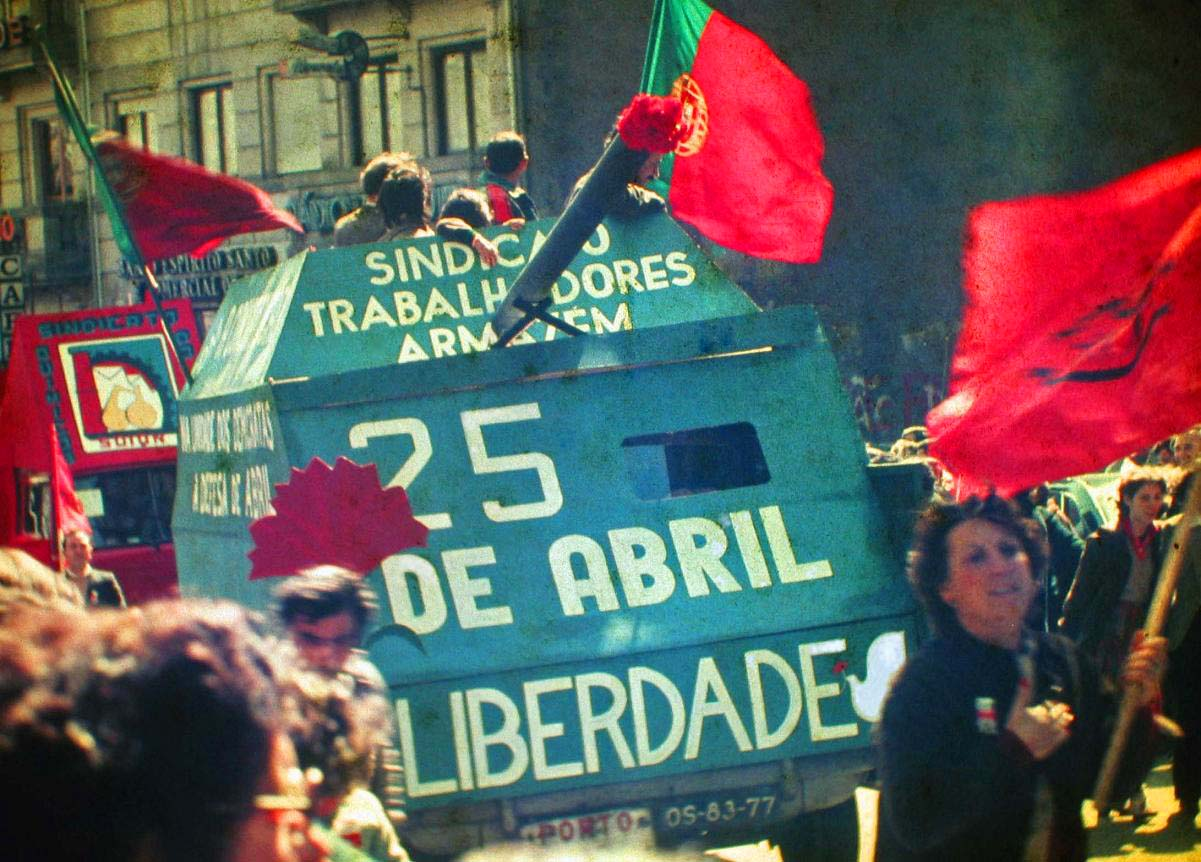
Manifestação do 25 de Abril de 1983 na cidade do Porto

A Revolução de 25 de Abril de 1974, também conhecida como Revolução dos Cravos, Revolução de Abril ou apenas por 25 de Abril, refere-se a um evento da história de Portugal resultante do movimento político e social, ocorrido a 25 de abril de 1974, que depôs o regime ditatorial do Estado Novo, vigente desde 1933, e que iniciou um processo que viria a terminar com a implantação de um regime democrático e com a entrada em vigor da nova Constituição a 25 de abril de 1976, marcada por forte orientação socialista.
Uma opinião diz que a Revolução de 25 de Abril de 1974 tem de revolução apenas o nome: tratou-se de um golpe de Estado conduzido por setores do próprio regime, que depuseram a ordem constitucional então vigente com mínima violência. Embora tenha encerrado uma ditadura, o processo não deixou de ser um golpe, uma vez que a substituição de poder ocorreu de forma ilegal, a partir do próprio sistema.
Esta ação foi liderada por um movimento militar, o Movimento das Forças Armadas (MFA), composto na sua maior parte por capitães que tinham participado na Guerra Colonial e que tiveram o apoio de oficiais milicianos. Este movimento surgiu por volta de 1973, baseando-se inicialmente em reivindicações corporativistas como a luta pelo prestígio das forças armadas, acabando por atingir o regime político em vigor. Com reduzido poderio militar e com uma adesão em massa da população ao movimento, a reação do regime foi praticamente inexistente e infrutífera, registando-se apenas quatro civis mortos e quarenta e cinco feridos em Lisboa, atingidos pelas balas da DGS.
O movimento confiou a direção do país à Junta de Salvação Nacional, que assumiu os poderes dos órgãos do Estado. A 15 de maio de 1974, o General António de Spínola foi nomeado Presidente da República. O cargo de primeiro-ministro seria atribuído a Adelino da Palma Carlos. Seguiu-se um período de grande agitação social, política e militar conhecido como o PREC (Processo Revolucionário em Curso), marcado por manifestações, ocupações, governos provisórios, nacionalizações e confrontos militares que terminaram com o 25 de novembro de 1975.

## Consequências

### Repressão pela polícia política
A PIDE era um elemento crucial da repressão pelo regime do Estado Novo. Atuava também nas colónias, mas há menos informação sistematizada da sua ação nesses territórios. Maria José Oliveira do jornal Público escalpeliza a ação da PIDE em Moçambique pré-1974. Com mortes diárias nas suas celas e gabinetes, tinham ainda prisões e salas de tortura clandestinas para execuções sumárias e sevícias sexuais.. A perseguição religiosa a muçulmanos era particularmente feroz. O Estado Novo tinha conhecimento direto e recebeu alertas da Cruz Vermelha Internacional, mas nada fez. Aquando da revolução dos cravos, vai haver um esforço por destruir as provas.

### Massacres pelas forças coloniais
Ao longo dos anos registaram-se múltiplos massacres ou situações de crimes de guerra:
- Fevereiro, 1953: Massacre de Batepá, São Tomé, onde protestos e a "recusa do trabalho compelido nas roças" levará a uma “operação de limpeza” com centenas de mortos.[88]
- Agosto, 1959: Massacre do Cais do Pidjiguti ou matança do Pidjiguiti, Guiné, onde trabalhadores portuários em greve são reprimidos.[86]
- Junho, 1960: Massacre de Mueda, Moçambique, onde a repressão de protesto de agricultores levará a cerca de 50 mortos.[86]
- Janeiro, 1961: Baixa do Cassange, Angola, com pelo menos 200-300 camponeses mortos após o recurso à greve e recusa em pagar taxa anual colonial.[86]
- Dezembro, 1972: Massacre de Wiryamu ou "Operação Marosca", Moçambique, custou a vida a pelo menos 385 pessoas.[89][90][91] O massacre foi denunciado pelo padre Adrian Hastings ao The Times em Julho de 1973.[92][93] O Coronel Matos Gomes reflete sobre o contexto que levará ao massacre numa entrevista ao Público. Como consequência do massacre o Brigadeiro Videira e Jaime Neves serão demitidos.[94] O reconhecimento oficial surge apenas em dezembro de 2022 pelo primeiro-ministro português António Costa e pelo Presidente da República Marcelo Rebelo de Sousa.[95][96]
  - Ver página principal: Massacre de Wiriyamu.
- 1974: Massacre de Inhaminga, Moçambique, o maior e último massacre durante a guerra colonial.[97][98]

### Massacres pelas forças independentistas
Ao longo dos anos registaram-se vários massacres:
- Fevereiro de 1961: Ataque por 200 Angolanos com catanas em Luanda.
- Março de 1961: Ataque da União das Populações de Angola (UPA) no Norte de Angola a colonos e africanos levou a centenas de mortos.

### Acção psicológica e aldeamentos
Durante o conflito em África, uma das estratégias das forças portuguesas foi a designada Acção Psicológica (baseada na doutrina militar norte-americana e francesa), cujo objectivo era obter o apoio da população; desmoralizar o inimigo, procurando mesmo que este passasse a cooperar com o seu adversário; e manter elevado o moral das próprias tropas. Este tipo de acção manteve-se durante todo o conflito, e terá sido crucial para a manutenção das Forças Armadas em África durante o período da guerra.
Os principais meios utilizados para a acção psicológica eram a propaganda, a contra-propaganda e a informação. Em relação às populações, fazia-se o possível para lhes "conquistar o coração" através de programas de educação, ajuda sanitária, económica e religiosa, dando-lhes melhores condições de vida. A política de acção social das forças portuguesas materializava-se nos "aldeamentos" e "reordenamento rural", criando, assim, um ordenamento e controlo da população, dificultando o seu contacto com os guerrilheiros. Estes "aldeamentos", cercados por arame farpado, eram vigiados tanto pelo exército como pela Polícia Internacional e de Defesa do Estado (PIDE), e também por uma milícia composta por elementos da própria população, que também fazia parte da rede de informação da polícia secreta portuguesa. No entanto, este sistema de concentração da população em aldeias começou a ser posto em causa por volta de 1967, quando alguns oficiais, polícia e funcionários públicos argumentaram sobre a ruptura causada à área rural — abandonada — e ao seu futuro desenvolvimento. No início da década de 1970, cerca de um milhão de pessoas tinham sido realojadas em Angola, e outro tanto em Moçambique, no âmbito do programa.
Já no que concerne ao inimigo, a táctica era criar um fosso entre os guerrilheiros e a população, tentando criar uma má imagem daqueles junto desta; tentava-se, ainda, apelar à sua rendição garantindo-lhes toda a ajuda. Por seu lado, as forças independentistas dirigiam-se às populações com ideais de justiça, paz, independência e auto-determinação.
Em termos internos, as tropas portuguesas também agiam junto dos seus homens reforçando-lhes o moral transmitindo-lhes a ideia de que o que combatiam era uma causa justa, recorrendo-se da exaltação patriótica. No início do conflito, Portugal não estava preparado, ao nível social e legislativo, para dar apoio em caso de morte, ou ferimento, dos militares, nem das suas famílias. É aqui que entra o Movimento Nacional Feminino (MNF) e a Secção Feminina da Cruz Vermelha Portuguesa (CVP). O MNF e a CVP, foram duas organizações que tiveram uma forte influência entre os militares portugueses utilizando a figura da mulher para, moralmente, os fortalecer e suprimir, de algum modo, as ditas falhas sociais e legislativas. Organizavam vários eventos como a festa de Natal, visita de artistas, a angariação das madrinhas de guerra para troca de correspondência entre os soldados, apoio a feridos e envio de lembranças. A acção destas duas instituições iria ter um papel importante junto do governo português no que diz respeito a novas leis e normas sobre os feridos em combate, as suas pensões e apoio às famílias dos mortos.
Em Portugal, a Acção Psicológica, e toda a sua organização, só teve início em 1963, integrada na contra-informação; nos anos seguintes, com o desenrolar da guerra, esta acção passou a fazer parte do Secretariado-Geral da Defesa Nacional, no Serviço de Informação Pública das Forças Armadas.

### Custos financeiros

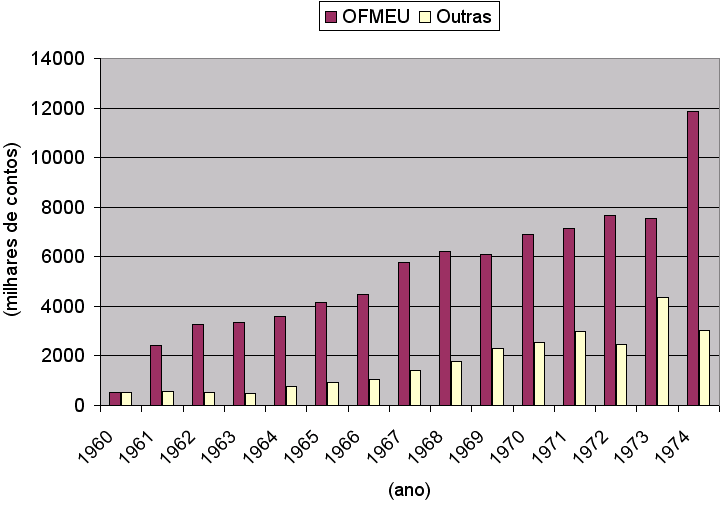
Evolução das despesas extraordinárias das Forças Armadas Portuguesas e do Estado

O Orçamento e as contas do Estado Português, ao longo das décadas de 1960 e seguinte reflectiram claramente o esforço financeiro exigido ao país durante a guerra. Obviamente, as despesas com a Defesa Nacional sofreram crescentes aumentos a partir de 1961, com o despoletar dos sucessivos conflitos em África. Estas despesas com as Forças Armadas classificavam-se, para efeito orçamental, como ordinárias (DO), de carácter normal e permanente, e extraordinárias (DE), respeitantes à defesa da ordem pública em circunstâncias excepcionais. A parcela mais importante das DE, os gastos com as províncias ultramarinas, inscrevia-se no Orçamento, na rubrica Forças Militares Extraordinárias no Ultramar (OFMEU). É interessante verificar que as despesas totais do Estado sofrem incremento acentuado a partir de 1967/68, coincidindo com a subida ao poder de Marcello Caetano.[carece de fontes?]
As dificuldades orçamentais encontradas pelas Forças Armadas Portuguesas levaram o Exército a estudar o custo mínimo para as forças em campanha (OFMEU), concluindo que o custo diário médio de um combatente era, em 1965, de 165 ESC para a Guiné, 115 ESC para Angola e 125 ESC para Moçambique. Por ano, equivalia, portanto, a cerca de 42 mil ESC, de onde se derivou a fórmula V=42n (sendo n o número de homens).[carece de fontes?]

### Os veteranos de guerra
- De origem Portuguesa

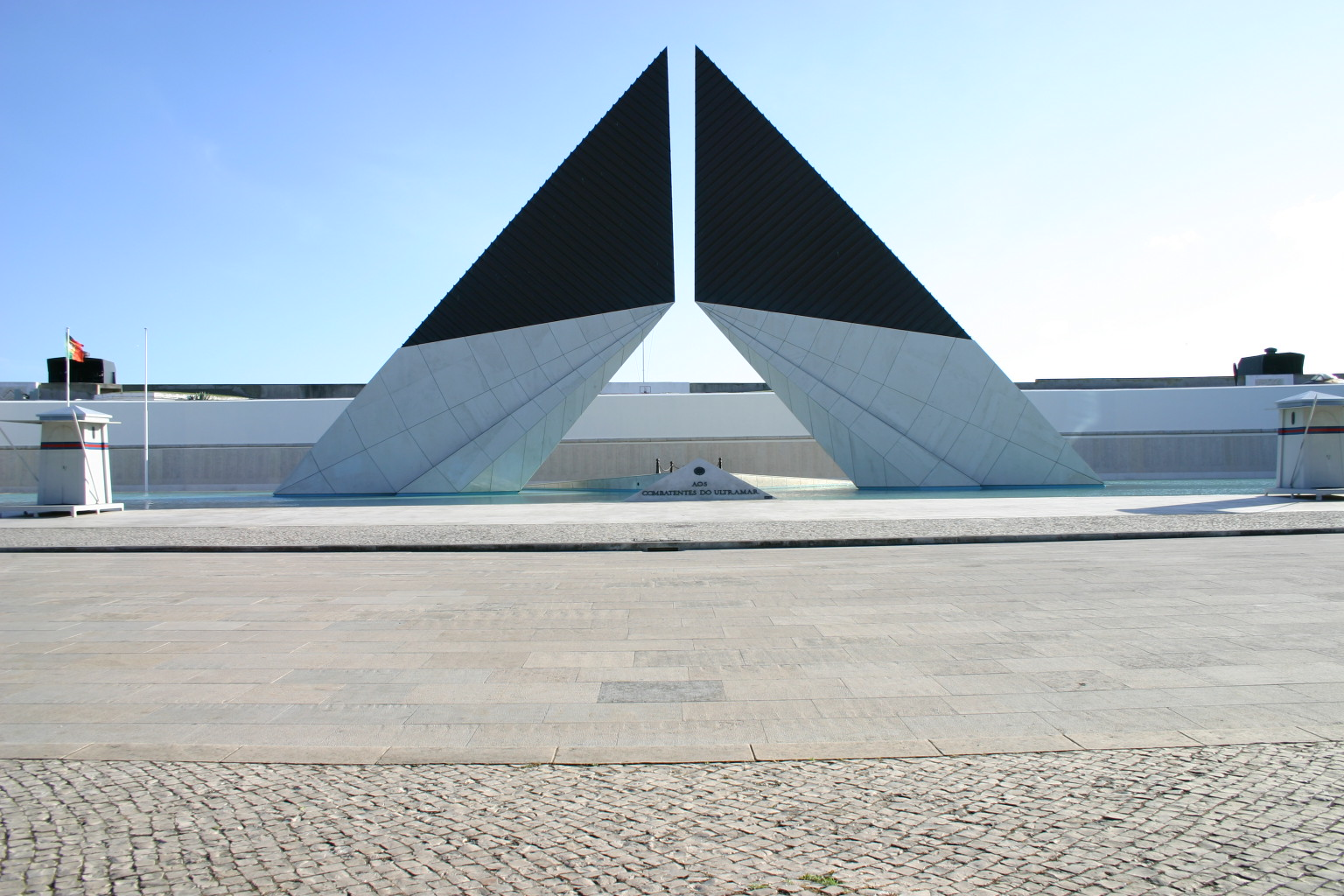
Monumento aos Combatentes da Guerra do Ultramar, em Lisboa.

Foram também vítimas da guerra os soldados que nela participaram, tornando-se uma das faces mais visíveis das consequências do conflito. Não obstante, os hospitais militares tornaram-se simultaneamente, para estes, um refúgio e um depósito onde a sociedade mantinha longe da vista os corpos amputados. Nem o Código de Inválidos de 1929, que visava dar um estatuto de reconhecimento e assistência aos feridos na I Guerra Mundial, evitou que ficassem na miséria, sem direito a assistência médica ou quaisquer regalias sociais.[carece de fontes?]
É também neste contexto que o 25 de Abril de 1974 mostra uma luz de esperança, ao ser instituída a Associação dos Deficientes das Forças Armadas (ADFA) que teve como primeiro acto a apresentação à Junta de Salvação Nacional de um conjunto de princípios reivindicativos, que possibilitavam a prestação de serviços de apoio aos associados, desde os processos burocráticos e administrativos, aos cuidados de saúde, reabilitação física e integração social. Esta associação conta com mais de 13 500 associados, ilustrando perfeitamente as necessidades sentidas pelos feridos de guerra. No entanto, alguns levantamentos estatísticos efectuados pela ADFA apontam a marca para os 25 milhares, durante todos os 13 anos de guerra. Em relação ao stress de guerra, a ADFA estima números bastante superiores aos apontados pelas fontes oficiais (560).[carece de fontes?]
- De origem Guineense

Na antiga Guiné Portuguesa, uma parte dos que combateram pelo lado do governo de Portugal contra o PAIGC, eram soldados ou milícias naturais do próprio território. Após a independência, a grande maioria desses combatentes foram abandonados à sua sorte em consequência de várias circunstâncias entre as quais a falta de definição do seu estatuto nos acordos assinados entre as forças beligerantes e à falta de capacidade de resolução de tantos problemas em simultâneo pelos novos governantes de Portugal durante a Revolução dos Cravos.[carece de fontes?]
A principal consequência desses factos foi a sua perseguição e assassinato pelos seus antigos inimigos. Estima-se que tenham sido assassinados sumariamente milhares de ex-combatentes, havendo quem avance com números na ordem dos onze mil.[carece de fontes?]

### O 10 de Junho

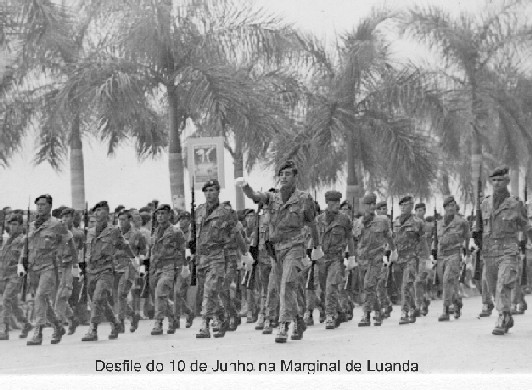
Desfile militar por ocasião do Dia de Portugal, na avenida marginal de Luanda.

O regime aproveitou a data quase esquecida do 10 de Junho, que detinha uma conotação como o Dia da Raça, entretanto desactualizada, para transformá-la num grande evento de apoio à política colonial, sob pretexto de homenagear os heróis que a suportavam na frente de combate. O dia 10 de Junho passaria, assim, a carregar consigo uma identificação próxima com a defesa do regime e das colónias, enquanto as Forças Armadas eram chamadas para a demonstração do poderio militar português.[carece de fontes?]
A primeira das celebrações realizou-se em 1963, no Terreiro do Paço, em Lisboa, para condecorar combatentes. Este modelo seguir-se-ia, com ligeiras alterações, até 1973: formatura geral dos três ramos das Forças Armadas, dispondo os alunos do Colégio Militar e do Instituto Militar dos Pupilos do Exército, seguidos dos cadetes da Escola Naval e da Academia Militar. Segundo o Diário de Notícias, edição de 12 de junho desse primeiro ano, «quatro mil homens descansavam as mãos nas armas de guerra. Em volta, uma multidão silenciosa. A memória dos combatentes do Ultramar impunha respeito».[carece de fontes?]
As cerimónias de condecoração de militares no 10 de Junho celebravam-se também nas regiões militares metropolitanas, no Porto, Tomar, Évora, Funchal e Ponta Delgada, presididas pelos respectivos comandantes, bem como nas capitais dos teatros de operações, Bissau, Luanda e Lourenço Marques, presididas pelos respectivos governadores.[carece de fontes?]
Com a Revolução do 25 de Abril de 1974, o dia passar-se-ia a designar como Dia de Camões, de Portugal e das Comunidades Portuguesas.[carece de fontes?]

## Na cultura popular

### Em Portugal
O período entre 1974 e 1994, relativo à produção de obras sobre o período colonial, foi baixa, e é referido como de "lento degelo", com um aumento da produção em 1991. São documentadas dezasseis ficções, onze documentários, dezassete documentários feitos para a televisão, e dez produções de "mesa redonda" e entrevistas.
Nas obras de ficção, predominam os sentimentos de culpa nos personagens e a dificuldade de, após voltarem à metrópole, prosseguirem uma "vida normal". Nos filmes de ficção que seguiram a Revolução de 25 de Abril, predominaram as consequências que a guerra teve na metrópole. Entre 1974 e 1984, foram produzidos cinco filmes de ficção, aumentando para onze entre 1985 e 1994. O Um Adeus Português (1985), de João Botelho, e o Non, ou a Vã Glória de Mandar (1990), de Manoel de Oliveira, são considerados como "dois dos filmes mais assinaláveis" deste período.
Ao contrário das ficções, a quantidade de documentários diminuiu de nove, de 1974 a 1984, para dois, de 1984 a 1994. No primeiro período, a visão anticolonial era explítica em pelo menos seis deles; no segundo período, não existe: um é sobre a comunidade cabo-verdiana em Portugal, e outro sobre uma exposição de fotografias de Timor-Leste em Lisboa. Este fenómeno também se repetiu nos documentários para a televisão, que eram realizados quase exclusivamente pela Rádio e Televisão de Portugal (RTP), que é a televisão pública. De treze documentários realizados entre 1974 e 1984, caiu para quatro entre 1985 e 1994. No primeiro período, onze dos documentários eram explicitamente anticoloniais. O momento da independência, o primeiro ano das nações independentes, assim como a continuação do racismo na África do Sul eram acontecimentos predominantes. Dos 83 documentários produzidos (incluindo os para a televisão) sobre o 25 de abril e o Processo Revolucionário em Curso, entre 1974 e 1980, só doze eram relacionados com a Guerra Colonial e a independência das nações. Entre 1974 e 1980, de todos os documentários produzidos em Portugal, apenas 3% correspondiam à Guerra Colonial e/ou à descolonização portuguesa. Dos quatro documentários televisivos produzidos entre 1985 e 1994, é destacável o Geração de 60, com seis episódios, de Diana Andringa. Sendo uma "iniciativa pioneira" na RTP, uniu 105 entrevistas em 180 horas de gravação; dois foram realizados no âmbito do 20.º aniversário da Revolução, em 1994, e outro no mesmo ano, embora fora deste evento.
Os poderes político e militar vigentes, contudo, "não estavam dispostos a tolerar que as Forças Armadas fossem enxovalhadas na praça pública, quer a propósito da Guerra Colonial quer da Descolonização", marcados pela suspensão da série "Os Anos do Século" após o episódio "Uma guerra inútil", de março de 1979, sobre a imagem das Forças Armadas e a igreja católica, pela esquerda; e da leitura que a série "Grande Reportagem" de 1981, fez sobre o "Relatório de Timor", onde se "acusou sem fundamento as autoridades políticas e militares de 1975 de cumplicidade com a anexação de Timor pela Indonésia", pela direita.

#### No cinema
No cinema português, a Guerra do Ultramar, ao contrário do verificado em outros períodos marcados pelas circunstâncias político-militares, não teve uma incidência direta, quer em atualidades, quer em reportagens, por dois motivos principais: a influência da censura e a posterior importância da televisão. Em contrapartida, o documentarismo mereceu um expressivo incremento nos países africanos envolvidos, especialmente Angola e Moçambique. Na televisão em Portugal o tema esteve pouco presente até ao novo milénio, quando surgiram sólidos contributos entre os quais podem destacar-se As Duas Faces da Guerra, de Diana Andringa e Flora Gomes e, acima de tudo, as três monumentais e rigorosas séries de programas de Joaquim Furtado: A Guerra: Colonial; do Ultramar; de Libertação (em fevereiro de 2012 a 3.ª e última série ainda não foi tornada pública). Por outro lado, a Guerra Colonial reflectiu-se, desde meados da década de 1960, na área ficcional da cinematografia lusitana, explorando sobretudo os conflitos individuais. Destacam-se, a título de exemplo, um documentário longo, em 70 min, produzido pelo Serviço de Informação Pública das Forças Armadas, Angola na Guerra e no Progresso (1971, Quirino Simões), baseado em Aquelas Longas Horas, de Manuel Barão da Cunha, com uma síntese dos acontecimentos de 1961 e a subversão do Leste a partir de 1967.[carece de fontes?]
Após o 25 de Abril de 1974 e o levantamento da censura política, a produção cinematográfica alterava substancialmente o teor das produções, agora mais voltado para a exposição do pós-guerra. Produzido para a RTP, Adeus, até ao Meu Regresso (1974, António-Pedro Vasconcelos) narrava alguns casos significativos entre os milhares de soldados que combatiam na Guiné, a propósito das mensagens de Natal para as famílias; Incompleto ficou O Último Soldado (1979, Jorge Alves da Silva), sobre as dificuldades de readaptação conjugal e social de um oficial pára-quedista (João Perry) de regresso a Portugal; La Vitta e Bella (1979, Grigori Tchoukrai), uma co-produção luso-ítalo-soviética, filmada em Lisboa, sobre um taxista, ex-aviador militar que, durante a guerra de Angola, recusara abrir fogo e afundar um barco com mulheres e crianças; em Actos dos Feitos da Guiné (1980), Fernando Matos Silva, argumento com Margarida Gouveia Fernandes, encena, em forma de teatro de crítica, a relação histórica do colonialismo português e seus heróis, com excertos filmados na Guiné, em 1969-70; A Culpa (1980, António Vitorino d'Almeida), narra a obsessão de um ex-combatente da guerra da Guiné (Sinde Filipe); Em Gestos & Fragmentos — Ensaios sobre os Militares e o Poder (1982, Alberto Seixas Santos), Otelo Saraiva de Carvalho descreve o percurso, seu e dos seus camaradas do Movimento dos Capitães, que levou o país da Guerra Colonial ao golpe de estado do 25 de Abril; Um Adeus Português (1985), João Botelho e Leonor Pinhão evocam um incidente com uma patrulha que se perde no mato, com a morte de um furriel; Era Uma Vez um Alferes (1987, Luís Filipe Rocha), sobre a obra de Mário de Carvalho, produzido para a RTP, reconstitui um episódio em África, em que um alferes português pisa uma mina, que rebentará quando ele levantar o pé; Non ou a Vã Glória de Mandar (1990, Manoel de Oliveira), uma reflexão sobre a identidade da pátria por parte de alguns soldados, no final da Guerra, pouco antes do 25 de Abril, ilustrada desde o início de Portugal como nação independente.[carece de fontes?]
Em 1975, a guerra do Vietnam chega ao fim, no mesmo ano em que Portugal negoceia os movimentos de libertação a transição para a independência dos territórios africanos sob o domínio colonial português.

#### Na literatura
Ao contrário da repercussão literária portuguesa em outras ocasiões belicistas, a Guerra Colonial contribuiu significativamente para a produção portuguesa. Com cerca de 60 romances em que é tema, e outros 200 em que é subtema, a literatura sobre os acontecimentos formam a única corrente de fundo centrada sobre a guerra. Também aqui, a dualidade do suporte versus oposição ao império só seria manifestada abertamente após a Revolução dos Cravos. Com efeito, as produções tenderam a dramatizar a culpa e assumiram um carácter anti-heroico, antimilitarista e auto-punitivo, como é o caso de Jornada de África de Manuel Alegre, em oposição à produção literária dos africanos lusófonos relativa à sua guerra de libertação. Entre as excepções a estas obras contam-se: A Vida Verdadeira de Domingos Xavier ou Nós, os do Maculusu, de José Luandino Vieira, As Lágrimas e o Vento, de Manuel dos Santos Lima, Mayombe, de Pepetela (todos romances angolanos), Angola, Angolé, Angolema, de Arlindo Barbeitos, os sete contos compilados em Nós Matámos o Cão Tinhoso, do moçambicano Luís Bernardo Honwana. Um exemplo marcante da literatura imparcial portuguesa foi a obra de António Lobo Antunes, em Os Cus de Judas ou em Fado Alexandrino.[carece de fontes?]
Noutro contexto, a literatura técnica sobre a arte militar conheceu também importantes publicações sobre a experiência de combate por parte de fuzileiros, comandos, desertores e elementos dos corpos auxiliares. Há numerosas publicações que narram a experiência — directa ou indirecta —, da guerra e dos seus efeitos, como, por exemplo, o livro de aerogramas de António Lobo Antunes (D'este Viver aqui neste papel descripto, 2005), os dois volumes do Diário da Guerra, de Mário Beja Santos (2008), O Salazar nunca mais morre, de Manuel Beça Múrias (2009), as Crónicas de Guerra, de Rocha de Sousa (1999), ou os depoimentos de mulheres de militares mobilizados no Ultramar em África no Feminino, de Margarida Calafate Ribeiro (2007).[carece de fontes?]
Na poesia, Couto Viana, Bação Leal, Assis Pacheco preenchem a lacuna (todos eles integram a vasta coleção de poemas da Antologia da Memória Poética da Guerra Colonial, de Margarida Calafate Ribeiro e Roberto Vecchi, de 2011); no drama, Fernando Dacosta, n'Um Jeep em Segunda Mão; nos documentários, o diário Jornal de Campanha de Liberto Cruz; no romancismo, a prosa de Juana Ruas, o romance Morte em Combate, de António Silveira ou Autópsia de um mar de ruínas, de João de Melo.[carece de fontes?]

#### Nas artes plásticas
O tema foi pouco tratado no sector de Artes Plásticas, salvo excepções como alguns cartoons de João Abel Manta, Jaz Morto e Arrefece o Menino de Sua Mãe (1973), de Clara Menéres, ou projectos recentes (Séc. XXI) de Ana Vidigal ou Manuel Botelho.[carece de fontes?]